# Lachnocaulon beyrichianum
Lachnocaulon beyrichianum là một loài thực vật có hoa trong họ Eriocaulaceae. Loài này được Sporl. ex Körn. mô tả khoa học đầu tiên năm 1856.